# Velké Březno (stacja kolejowa)
Velké Březno – stacja kolejowa w Velkym Březnie, w kraju usteckim, w Czechach. Znajduje się na wysokości 150 m n.p.m.
Jest zarządzanq przez Správę železnic. Na stacji nie ma możliwości zakupu biletów, a obsługa podróżnych odbywa się w pociągu.

## Linie kolejowe
- 073 Ústí nad Labem-Střekov - Děčín